# نرجس نيفادي
النرجس النيفادي (باللاتينية: Narcissus nevadensis) نوع نباتي يتبع جنس النرجس من الفصيلة النرجسية. ينمو النبات من بصلة شتوية مبكرة معمرة.

## الموئل والانتشار
موطن النرجس النيفادي جبال سييرا نيفادا في إسبانيا.